# Volkovskaja (metrostation)
Volkovskaja (Russisch: Во́лковская) is een metrostation van de metro van Sint-Petersburg. Het station maakt deel uit van de Froenzensko-Primorskaja-lijn en werd geopend op 20 december 2008.